# László Elek (újságíró)
László Elek (Magyarlapád, 1853. – Nagyszeben, 1893. június 26.) hírlapíró.

## Élete
A nagyenyedi főiskolában elvégezvén tanulmányait, 1876 körül díjnok volt Kolozsvárt; de onnét Budapestre ment és az orvosi pályára készült. Az egyetemet azonban csakhamar elhagyta, hogy az újságírásnak szentelje magát. Évek hosszú során át belső dolgozótársa volt a Honnak, majd a Független Hirlapnak, Magyar Államnak, később az Egyetértésnek és Budapestnek (1886. 132. sz. Kászonyi Dániel sat.); költeményt, cikkeket, számos apróbb regényt és beszélyt írt és fordított ezen lapokba. Szerkesztette a Kis Ujság című politikai napilapot 1887. november 20-tól 1892. december 31-ig Papp László névleges szerkesztése alatt és a dr. Árkövy József által alapított Mátyás Diákot szerkesztette 1888. november 8-tól; azonban 1890. október 15-én a szerkesztéstől visszalépett. A lázas írói munkálkodás megtámadta az idegeit, 1893 elején szülőfalujába távozott pihenőre; baja azonban annyira erőt vett rajta, hogy egy nagyszebeni gyógyintézetbe kellett szállítani.

## Munkája
- Utmutató, az 1885. évi budapesti országos kiállításra. Fővárosi kalauzzal. Bpest, 1885. Térképpel. (Sziklay Jánossal együtt; még azon évben 2. jav. és bőv. kiadást ért.)